# フレンズ&ネイバーズ
『フレンズ&ネイバーズ』（原題：Your Friends and Neighbors）は、ジョナサン・トロッパー監督によるApple TV+向けのアメリカ合衆国のブラックコメディクライムドラマ。2025年4月11日に最初の2話が配信され、シーズン2への更新が決定している。

## あらすじ
妻の不倫により離婚し、失業したニューヨークのヘッジファンドマネージャーのクープは、自身の生活と家族の生活水準を維持するために、犯罪行為に手を染め始める。

## キャスト
※括弧内は日本語吹替。
アンドリュー・クープ
演 - ジョン・ハム（東地宏樹）
裕福なヘッジファンドマネージャーだったが、仕事を解雇された後、隣人から盗みを働くようになる。
メル・クープ
演 - アマンダ・ピート（園崎未恵）
クープの元妻。
サマンサ・"サム"・レヴィット
演 - オリヴィア・マン（木下紗華）
メルの友人で、クーパーと性的関係を続けている。
ニック・ブランデス
演 - マーク・トールマン（遠藤大智）
NBA選手でメルの現在の恋人。
バーニー・チョイ
演 - ホーン・リー（菊池通武）
コープのビジネスマネージャー。
アリソン・"アリ"・クープ
演 - レナ・ホール（小林さとみ）
クープの妹。
エレナ・ベナビデス
演 - エイミー・カレロ（八巻アンナ）
トーリ・クーパー
演 - イザベル・グラヴィット（川井田夏海）
クーパーの17歳の娘。
ハンター・クープ
演 - ドノヴァン・コラン（末長柊人）
クーパーの10代の息子。
グレース・チョイ
演 - ユーニス・ベー（坂本悠里）
TBA
ジェームズ・マースデン（シーズン2）

### リカーリング
レベッカ・リン
演 - サンドリーヌ・ホルト（野々山恵梨）
ジャック・ベイリー
演 - コービン・バーンセン（辻親八）
ブルース・エマーソン
演 - ラミン・カリムルー（野坂尚也）
スージー・エマーソン
演 - サラ・トンプソン
ジェイク・ウェストン
演 - ダニエル・デイル（吉原光）
トーリの20歳の彼氏。
TBA
アリエンヌ・マンディ（シーズン2）
ブレ・ブレア（シーズン2）

## 製作
2023年12月、ジョン・ハムがジョナサン・トロッパーが制作した本作の主演と製作総指揮を務めることが発表された。このシリーズはAppleスタジオが手掛ける。2024年2月、オリヴィア・マンがキャストに加わった。2024年3月、アマンダ・ピート、マーク・トールマン、ホーン・リー、レナ・ホールがキャストに加わり、クレイグ・ギレスピー、グレッグ・ヤイタネス、ステファニー・レインがシリーズのエピソードを監督する予定である。2024年4月、エイミー・カレロ、イザベル・グラヴィット、ドノヴァン・コラン、ユニス・ベイがメインキャストに追加され、サンドリーン・ホルトとコービン・バーンセンがリカーリングキャストに配役された。
トロッパーは、2024年4月に制作が開始されたことを自身のInstagramで発表した。